# Rhyacophila vaefes
Rhyacophila vaefes là một loài Trichoptera trong họ Rhyacophilidae. Chúng phân bố ở miền Tân bắc.